# 温海町
温海町（あつみまち）は、かつて山形県西田川郡におかれていた町。2005年（平成17年）10月1日に、鶴岡市、藤島町、羽黒町、櫛引町、朝日村と合併し、鶴岡市となった。

## 地理
町の大部分を山が占めているため平地は極めて少ないが、山の斜面を利用して赤カブの生産が行われる。海岸と河川に沿って集落がある。
- 山:摩耶山、日本国、温海岳
- 河川:五十川、温海川、小国川、鼠ヶ関川
- 湖沼:奥温海湖（温海川ダムのダム湖）

### 隣接していた自治体
- 鶴岡市
- 東田川郡：朝日村
- 新潟県岩船郡：山北町

## 歴史
- 1889年（明治22年）4月1日 - 町村制の施行により、温海村、湯温海村、一霞村、五十川村、山五十川村、戸沢村及び小菅野代村の区域をもって温海村が発足。
- 1892年（明治25年）10月7日 - 温海村の区域の一部（大字山五十川・戸沢）が分立して山戸村が発足。
- 1938年（昭和13年）4月1日 - 温海村が町制施行して温海町となる[1]。
- 1951年（昭和26年）5月24日 - 町内で大火。天皇、皇后が山形県に救恤金を賜う[2]。
- 1954年（昭和29年）12月1日 - 温海町、念珠関村、福栄村及び山戸村が合併し、改めて温海町が発足。
- 2005年（平成17年）10月1日 - 鶴岡市、東田川郡藤島町、羽黒町、櫛引町、朝日村及び西田川郡温海町が合併し、改めて鶴岡市が発足。同日温海町廃止。

## 行政
- 最後の町長：佐藤正明（2001年から）

## 経済
- 温海かぶや羽越しな布、あつみ豚、イカの一夜干しが特産品として有名。

### 漁業
- 鼠ヶ関港
- 鈴漁港
- 暮坪漁港
- 米子漁港
- 温福漁港
- 大岩川漁港
- 小岩川漁港
- 早田漁港

## 教育
高等学校
山形県立鶴岡中央高等学校温海校
中学校
温海町立温海中学校
小学校
温海町立鼠ケ関小学校
温海町立温海小学校
温海町立福栄小学校
温海町立山戸小学校
温海町立五十川小学校

## 交通

### 空港
- 庄内空港

### 鉄道路線
- 東日本旅客鉄道（JR東日本）
  - 羽越本線:鼠ケ関駅 - 小岩川駅 - あつみ温泉駅 - 五十川駅

### 道路
廃止時点では高速道路は通っていなかった。廃止後の2012年3月24日に日本海東北自動車道が開通し、あつみ温泉ICが設置された。
- 一般国道
  - 国道7号、国道345号
- 都道府県道
  - 主要地方道
    - 山形県道44号余目温海線

### 港湾
- 鼠ヶ関港

## 名所・旧跡・観光スポット・祭事・催事
温泉・レジャー
あつみ温泉
湯の瀬温泉
立岩海底温泉
あつみ温泉一本木スキー場・観光ワラビ園
鼠ヶ関海水浴場
温海海水浴場
鼠ヶ関マリーナ
山岳
- 摩耶山

名所・旧跡
- 近世念珠関址
- 念珠の松庭園
- 田川炭鉱 - ラサ工業が経営していた炭鉱。

岬
- 弁天島 -  源義経と武蔵坊弁慶が上陸した場所。

道の駅
道の駅あつみ夕日のまちしゃりん

## 出身有名人
- 市野上浅右エ門 - 大相撲力士、大関、雷電に2度勝った唯一の力士
- 齋藤悠輔 - 最高裁判所判事、名誉町民
- 佐藤秀樹 - 理容師